# Lijst van voetbalinterlands Kenia - Madagaskar
Deze lijst van voetbalinterlands is een overzicht van alle officiële voetbalwedstrijden tussen de nationale teams van Kenia en Madagaskar. De landen hebben tot op heden acht keer tegen elkaar gespeeld. De eerste ontmoeting was een vriendschappelijke wedstrijd op 19 juli 1981 in Nairobi. Het laatste duel, eveneens een vriendschappelijke wedstrijd, werd gespeeld in Parijs (Frankrijk) op 7 juni 2019. Voor beide teams was dit een oefenwedstrijd in de voorbereiding op de Afrika Cup 2019.

## Wedstrijden
| № | Plaats       | Datum           | Competitie                   | Wedstrijd          | Uitslag |
| - | ------------ | --------------- | ---------------------------- | ------------------ | ------- |
| 1 | Nairobi      | 19 juli 1981    | Vriendschappelijk            | Kenia − Madagaskar | 1 − 0   |
| 2 | Nairobi      | 23 mei 1983     | Vriendschappelijk            | Kenia − Madagaskar | 1 − 2   |
| 3 | Mombassa     | 28 maart 1987   | Afrika Cup 1988 kwalificatie | Kenia − Madagaskar | 2 − 0   |
| 4 | Antananarivo | 12 april 1987   | Afrika Cup 1988 kwalificatie | Madagaskar − Kenia | 2 − 1   |
| 5 | Nairobi      | 5 augustus 1987 | Afrikaanse Spelen 1987       | Kenia − Madagaskar | 1 − 1   |
| 6 | Nairobi      | 3 oktober 1998  | Afrika Cup 2000 kwalificatie | Kenia − Madagaskar | 1 − 1   |
| 7 | Antananarivo | 20 juni 1999    | Afrika Cup 2000 kwalificatie | Madagaskar − Kenia | 1 − 1   |
| 8 | Parijs       | 7 juni 2019     | Vriendschappelijk            | Kenia − Madagaskar | 1 − 0   |

## Samenvatting
| Competitie              | Totaal gespeeld | Winst Kenia | Gelijk | Winst Madagaskar | Doelsaldo Kenia – Madagaskar |
| ----------------------- | --------------- | ----------- | ------ | ---------------- | ---------------------------- |
| Afrika Cup-kwalificatie | 4               | 1           | 2      | 1                | 5 − 4                        |
| Afrikaanse Spelen       | 1               | 0           | 1      | 0                | 1 − 1                        |
| Vriendschappelijk       | 3               | 2           | 0      | 1                | 3 − 2                        |
| Totaal                  | 8               | 3           | 3      | 2                | 9 − 7                        |

KFF · Selecties · Keniaans vrouwenelftal
1926 – 1939 · 
1940 – 1949 · 
1950 – 1959 · 
1960 – 1969 · 
1970 – 1979 · 
1980 – 1989 · 
1990 – 1999 · 
2000 – 2009 · 
2010 – 2019 ·
2020 − 2029
Algerije ·
Angola ·
Australië ·
Bahrein ·
Botswana ·
Burkina Faso ·
Burundi ·
Centraal-Afrikaanse Republiek ·
China ·
Comoren ·
Congo-Brazzaville ·
Congo-Kinshasa ·
Djibouti ·
Egypte ·
Equatoriaal-Guinea ·
Eritrea ·
Ethiopië ·
Gabon ·
Gambia ·
Ghana ·
Guinee ·
Guinee-Bissau ·
India ·
Indonesië ·
Irak ·
Iran ·
Ivoorkust ·
Jemen ·
Jordanië ·
Kaapverdië ·
Kameroen ·
Koeweit ·
Lesotho ·
Liberia ·
Libië ·
Madagaskar ·
Malawi ·
Maleisië ·
Mali ·
Marokko ·
Mauritanië ·
Mauritius ·
Mozambique ·
Namibië ·
Nieuw-Zeeland ·
Nigeria ·
Oeganda ·
Oman ·
Pakistan ·
Qatar ·
Rusland ·
Rwanda ·
Senegal ·
Seychellen ·
Sierra Leone ·
Soedan ·
Somalië ·
Swaziland ·
Taiwan ·
Tanzania ·
Thailand ·
Togo ·
Trinidad en Tobago ·
Tunesië ·
Verenigde Arabische Emiraten ·
Zambia ·
Zimbabwe ·
Zuid-Afrika ·
Zuid-Korea ·
Zuid-Soedan ·
Zwitserland
FMF · A-internationals · Malagassisch vrouwenelftal
1960 – 1969 ·
1970 – 1979 ·
1980 – 1989 ·
1990 – 1999 ·
2000 – 2009 ·
2010 – 2019 ·
2020 − 2029
1963 ·
1964 ·
1965 ·
1966 · 
1967 ·
1968 ·
1969 · 
1970 · 
1971 · 
1972 ·
1973 · 
1974 ·
1975 ·
1976 ·
1977 ·
1978 · 
1979 ·
1980 · 
1981 · 
1982 ·
1983 · 
1984 ·
1985 · 
1986 ·
1987 ·
1988 ·
1989 ·
1990 ·
1991 ·
1992 ·
1993 ·
1994 · 
1995 ·
1996 ·
1997 ·
1998 ·
1999 · 
2000 · 
2001 · 
2002 · 
2003 · 
2004 · 
2005 · 
2006 · 
2007 · 
2008 · 
2009 · 
2010 · 
2011 · 
2012 · 
2013 ·
2014 ·
2015 ·
2016 ·
2017 ·
2018 ·
2019 ·
2020 ·
2021 ·
2022 ·
2023 ·
2024
Algerije ·
Angola ·
Benin ·
Botswana ·
Burkina Faso ·
Burundi ·
Centraal-Afrikaanse Republiek ·
Comoren ·
Congo-Brazzaville ·
Congo-Kinshasa ·
Egypte ·
Equatoriaal-Guinea ·
Ethiopië ·
Gabon ·
Gambia ·
Ghana ·
Guinee ·
Iran ·
Ivoorkust ·
Kaapverdië ·
Kameroen ·
Kenia ·
Kosovo ·
Lesotho ·
Liberia ·
Luxemburg ·
Malawi · 
Mali · 
Mauritanië ·
Mauritius · 
Mozambique · 
Namibië · 
Niger ·
Nigeria · 
Oeganda · 
Rwanda ·
Sao Tomé en Principe ·
Senegal ·
Seychellen · 
Soedan ·
Swaziland · 
Tanzania · 
Togo · 
Tsjaad ·
Tunesië · 
Zambia · 
Zimbabwe · 
Zuid-Afrika